# Ueli Ackermann
Ueli Ackermann (* 14. Dezember 1957 in Mels, Schweiz) ist ein Schweizer Kabarettist, Autor, Regisseur und Lehrer in Basel.

## Leben
Ackermann absolvierte  die Schauspielschule in Bern. 1982 gründete er zusammen mit Raphael Bachmann das Theater-Kabarett Sauce Claire, das bis 2000 existierte. Es folgten über zwanzig abendfüllende Satireprogramme mit Auftritten in der Schweiz, Österreich und Deutschland. 
2000 war Ueli Ackermann Initiator, Mitbegründer und Projektleiter des Ensembles «La Satire continue» mit den Produktionen Zytdruck, Wachtmeister Wachter und Herzlich Wirkommen!
Als Autor schrieb Ackermann Kabarettprogramme, Satiresendungen für das Schweizer Fernsehen und Radio DRS sowie Theaterstücke. Seit 1990 ist Ueli Ackermann auch als Regisseur in Theater- und Satireproduktionen sowie Kurz- und Schulungsfilmen tätig. 2006/2007 führte er Regie beim Kinofilm Welthund.

## Auszeichnungen
Mit «Sauce Claire»:
- 1986: Salzburger Stier
- 1988: Nitoba-Hauptpreis der Stadt Basel

Mit «La Satire continue»:
- 2001: Innovationspreis surprix der ktv Schweiz (siehe auch Schweizer KleinKunstPreis)
- 2003: Nitoba-Hauptpreis der Stadt Basel